# Kauwgoed
Kauwgoed (Sceletium tortuosum), ook wel Kanna, Channa, of Kougoed, is een in Zuid-Afrika voorkomende vetplant uit de ijskruidfamilie die bekendstaat vanwege zijn psycho-actieve en anti-depressieve werking. De plant is al sinds pre-historische tijden in gebruik bij de jager-verzamelaars en boeren die in Zuid-Afrika rondwaren. De eerste meldingen van deze plant stammen al uit 1662, Jan van Riebeeck schreef erover. De gefermenteerde plant wordt oorspronkelijk gekauwd, waarbij door het inslikken van het vrijkomende speeksel de psycho-actieve stoffen opgenomen worden. Tegenwoordig wordt het meestal gesnoven of gerookt. Soms wordt kauwgoed verwerkt in thee, zalfjes en gelcapsules.

## Effecten

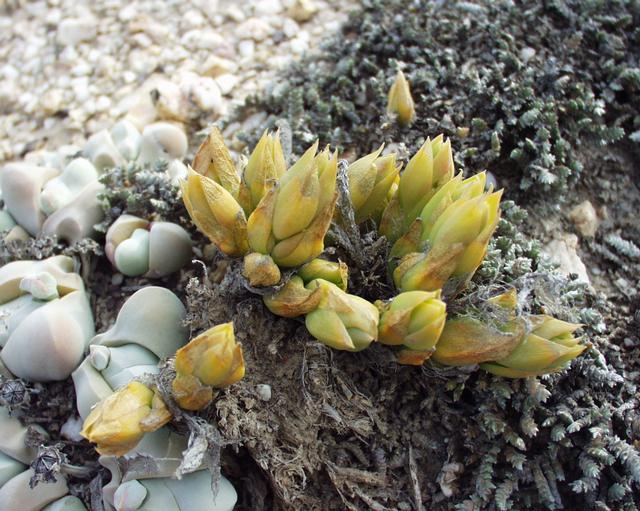
Sceletium tortuosum in Zuid-Afrika

Kauwgoed verbetert bij inname de stemming, vermindert angst en stress en onderdrukt het hongergevoel. Het veroorzaakt milde euforie met in eerste instantie verhoogde alertheid, later gevolgd door sedatie. Gebruikers beschrijven eveneens een versterkt inlevingsvermogen in anderen. In hoge doseringen kunnen bijwerkingen optreden zoals hoofdpijn, misselijkheid en paniekaanvallen.
De plant zou geen hallucinogene werking bezitten, in tegenstelling tot wat sommige literatuur vermeldt. Kauwgoed werkt synergetisch in combinatie met sommige andere psychoactieve middelen, zoals onder andere cannabis.

## Farmacologie
Sceletium tortuosum heeft een anxiolytische werking en verbetert de gemoedstoestand. Het voornaamste alkaloïde betreft mesembrine, dat werkt als een selectieve serotonine-heropnameremmer en als een potente inhibitor van het enzym phosphodiesterase 4 (PDE4).

## Interacties
Er is weinig bekend over de interacties van Sceletium tortuosum, maar het zou niet gecombineerd moeten worden met Serotonineheropnameremmers, MAO-remmers, benzodiazepinen, of met hart-medicatie.

Mesembrine, een van de vijf bekende psycho-actieve componenten in Sceletium tortuosum

## Bron
1. 1 2  Smith MT, Crouch NR, Gericke N, Hirst M (March 1996). Psychoactive constituents of the genus Sceletium N.E.Br. and other Mesembryanthemaceae: a review. J Ethnopharmacol 50 (3): 119–30. PMID 8691846.
2. ↑  EFFECTEN: Kanna's (Channa/Kougoed) Effect Op Lichaam En Geest. Kanna Sceletium Tortuosum (6 december 2016). Gearchiveerd op 10 februari 2023. Geraadpleegd op 10 februari 2023.